# Vassili Sokolov (peintre)
Pour les articles homonymes, voir Vassili Sokolov et Sokolov.
Vassili Sokolov, né le 31 juillet 1915 (13 août dans le calendrier grégorien) et mort en 2013, est un peintre russe.

## Biographie
Vassili Sokolov naît en 1915 à Petrograd (aujourd'hui Saint-Pétersbourg).
Il est élève de Boris Ioganson à l'Institut de peinture, de sculpture et d'architecture Ilia Répine de Léningrad et y fait carrière comme professeur. Il est membre de l'Union des artistes de l'URSS.